# Ermont
Ermont is een gemeente in Frankrijk. Het ligt in het departement Val-d'Oise in de agglomeratie van Parijs. Ermont telde op 1 januari 2022 29.189 inwoners.
De plaats floreerde in de tijd van de Merovingen, dat was in de 6e en 7e eeuw, maar leed later in 1536 onder de Jacquerie, tijdens de Honderdjarige Oorlog en La Fronde. Tot de 19e eeuw was Ermont een landbouwdorp met wijngaarden en tuinbouw. De spoorwegen speelden een belangrijke rol in de ontwikkeling van de gemeente. Met de komst van de spoorweg verstedelijkte de gemeente en kwam er ook industrie. Halfweg de 20e eeuw kwamen er naast woonwijken met laagbouw ook wijken met hoogbouw.
Ermont heeft vier treinstations: Ermont - Eaubonne, Cernay, Ermont-Halte en Gros Noyer - Saint-Prix.

## Geografie
De oppervlakte van Ermont bedroeg op 1 januari 2022 4,16 vierkante kilometer; de bevolkingsdichtheid was toen 7.016,6 inwoners per km².
De onderstaande kaart toont de ligging van Ermont met de belangrijkste infrastructuur en aangrenzende gemeenten.

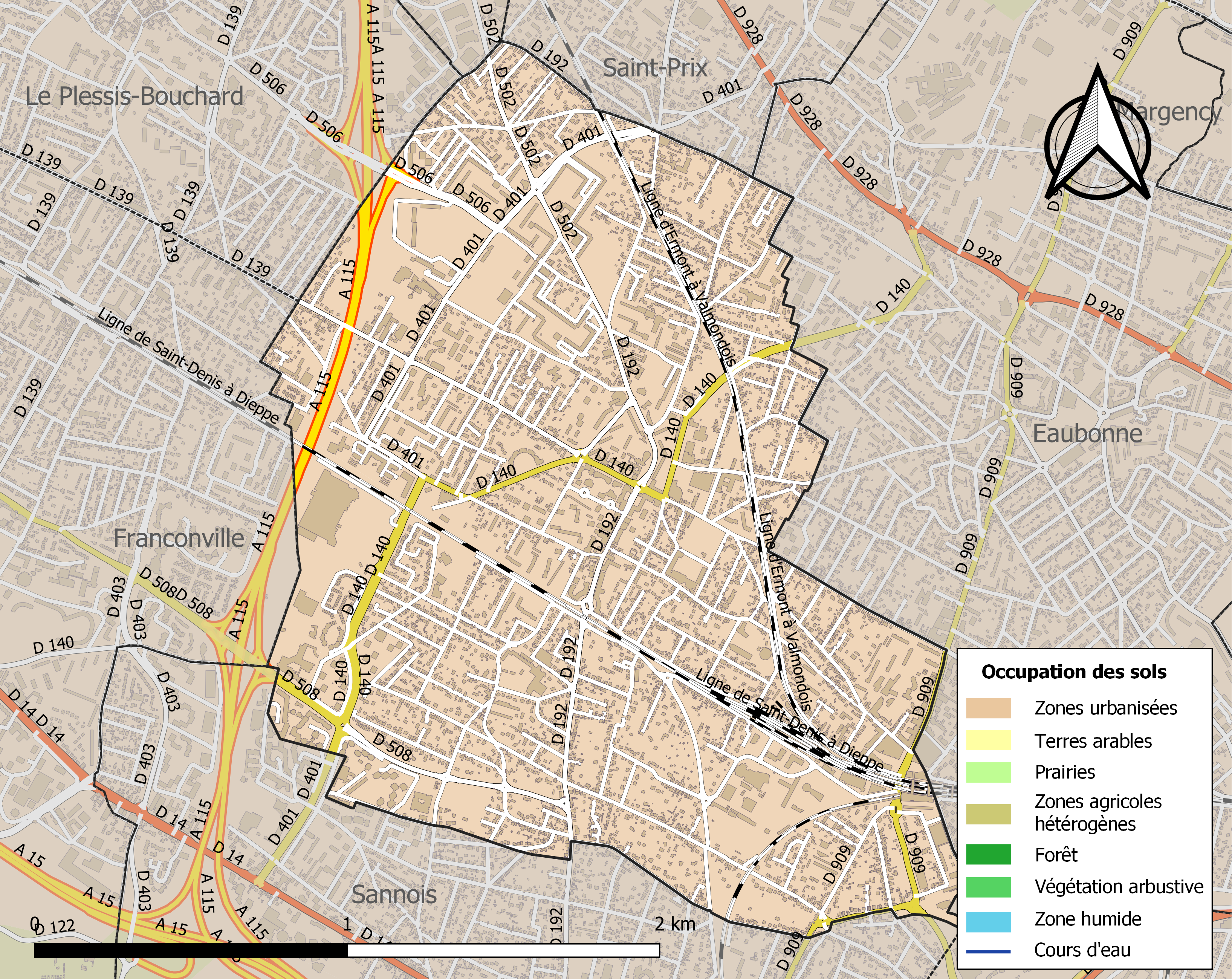

## Demografie
Aan het einde van de Tweede Wereldoorlog telden de gemeente bijna 10.000 inwoners. Onderstaande figuur toont het verloop van het inwonertal, bron: INSEE-tellingen. 

## Geboren
- Yvonne Lefébure (1898-1986), pianiste
- Stéphane Barthe (1972), wielrenner

## Stedenband
- Adria
- Banbury
- Lampertheim
- Loja
- District Longwan
- Maldegem